# CUS Torino Rugby
Il CUS Torino Rugby, detto anche Ad Maiora Rugby 1951 SSD, è un club italiano di rugby a 15, sezione rugbistica del CUS Torino, centro universitario sportivo dell'Università e del Politecnico di Torino.
Istituito nel 1928 come sezione rugbistica del GUF Torino affiliato ai Gruppi Universitari Fascisti e attivo fino al 1943, si ricostituì nel dopoguerra e riprese le attività nel 1951.
Nel periodo d'anteguerra il GUF Torino fu costantemente ai vertici della Divisione Nazionale, della quale fu finalista nel 1935-36 e nel 1940-41.
Dopo la rifondazione, nel 1956-57 fu sconfitto nelle finali scudetto e nel 1966-67 giunse secondo nella 1ª edizione della Coppa Italia.
Retrocesso dalla serie A nel 1960, non ha più militato in massima divisione fino alla promozione ottenuta nel 2022, grazie alla quale il capoluogo piemontese è tornato a essere rappresentato al vertice del rugby italiano 42 anni dopo la presenza più recente di un club della città, il Torino, retrocesso in serie B nel 1980.

## Storia

### Il GUF Torino
Il GUF Torino Rugby nacque nel 1928 dopo la ristrutturazione dei Gruppi Universitari Fascisti operata nel 1927 e disputò il campionato di Divisione Nazionale per 14 anni dal 1929-30 al 1942-43, anno del suo scioglimento.
Rimasto sempre ai vertici del campionato di prima divisione sotto la tutela del tecnico francese Michel Boucheron e capitanata da Vincenzo Bertolotto, nel 1935-36 disputò le finali scudetto contro l'Amatori Milano cedendo ai lombardi sia all'andata sia al ritorno.
Nel 1940-41 giunse nuovamente in finale per il titolo, uscendo ancora una volta sconfitto dall'Amatori Milano per 0-6; precedentemente, nel 1939-40, invece, si aggiudicò il campionato nazionale Riserve terminando al primo posto in classifica nel girone finale.
Tra i giocatori di quel periodo spicca un giovane Leo Chiosso, nel dopoguerra prolifico autore di testi per, tra gli altri, Fred Buscaglione, Giorgio Gaber e Mina; Chiosso, nel ruolo di mediano di mischia, fu in campo insieme a suo fratello nella finale di campionato 1940-41 persa contro l'Amatori Milano.

### La ricostituzione in seno al CUS Torino
Nel secondo dopoguerra la squadra si ricostituì come sezione rugby del CUS Torino, società polisportiva che raccolse l'eredità del GUF inquadrata nel Centro Universitario Sportivo Italiano.
Nel 1951 l'allora presidente Primo Nebiolo, dimostrando attaccamento al rugby, fece confluire nella struttura cussina la squadra dei Tacu Boys dell'ingegnere Andrea Ardissone, che versava in crisi finanziaria; così facendo, il club ripartì dalla serie B in virtù del titolo sportivo dei Tacu Boys.

### Il ritorno in massima serie
Passate cinque stagioni in serie B, al termine dell'annata 1955-56 avvenne la promozione in serie A, grazie anche all'innesto di alcuni atleti provenienti dalla Ginnastica Torino. Alla prima esperienza nella massima serie nazionale la formazione torinese disputò le finali scudetto contro il Parma, che tuttavia si aggiudicò il titolo di campione d'Italia grazie alla vittoria casalinga per 17-0 ed al pareggio a Torino (3-3); il giocatore cussino Natale Molari fu il miglior realizzatore di mete del campionato con 13 marcature.

### Gli anni di declino
Seguirono altre tre stagioni nella massima serie, ma al termine del 1959-60 la squadra fu retrocessa in serie B. Tuttavia, nel 1966-67 venne disputata la finale della prima edizione della Coppa Italia: dopo aver eliminato il Bologna a tavolino e Petrarca, Rovigo e Amatori Milano sul campo, nell'atto conclusivo fu sconfitta dal CUS Roma per 3-15, dimostrandosi comunque all'altezza di formazioni ben più strutturate nonché di una categoria superiore.
Il campionato cadetto venne disputato consecutivamente fino al 1972-73, anno della relegazione in serie C. Il CUS Torino tornò in serie B dopo due stagioni, ma, trascorse altre due annate, il club dovette abbandonare nuovamente la categoria. Da quel momento la prima squadra militò nella serie C nazionale.

### Il rilancio del rugby universitario
Dopo un'effimera fusione con il Rugby San Mauro operata nel 2000, il club rinunciò alla propria prima squadra fino al 2004; in quell'anno vi fu il rilancio del rugby universitario sotto la guida presidenziale di Riccardo D'Elicio e tecnica di Benedetto Pasqua e Mattia Basile: la squadra, militante in serie C Regionale, con tre promozioni di fila, allenata prima da Roberto Novarese, poi da Roberto Valerio ed infine, nel 2009-10, dal neozelandese Regan Sue, passò alla serie B.
Due anni più tardi si qualificò agli spareggi promozione per la serie A2 e, nonostante la sconfitta nel doppio confronto col CUS Padova, i torinesi vennero comunque ripescati e promossi in serie A2 al termine della stagione sportiva.
Successivamente, sotto la guida del sudafricano André Bester, la formazione terminò al secondo posto in classifica generale il campionato di serie A2 2013-14, ma gli spareggi non vennero disputati per la ristrutturazione dei campionati e il CUS Torino venne automaticamente assegnato alla serie A. Tranne che per la parentesi del 2016-17, il CUS Torino militò stabilmente in serie A; al termine della stagione 2021-22 il XV universitario, allenato da Lucas D'Angelo, centrò la promozione in TOP10 superando Capitolina e Valsugana nella poule promozione, dopo aver dominato da imbattuto il girone 1 durante la fase regolare.

## Cronistoria
| Cronistoria del CUS Torino Rugby |
| --- |
| - 1928 · Fondazione della sezione rugby del GUF Torino - 1929-30 · 2º girone A Divisione Nazionale - 1930-31 · quarti di finale Divisione Nazionale - 1931-32 · 2º girone B Divisione Nazionale - 1932-33 · 3º serie A - 1933-34 · 3º girone A Divisione Nazionale - 1934-35 · 2º girone A Divisione Nazionale Sconf. spareggi riqualificazione - 1935-36 · 1º girone B Divisione Nazionale Sconf. finale scudetto - 1936-37 · 3º Divisione Nazionale - 1937-38 · 2º Divisione Nazionale - 1938-39 · 2º Divisione Nazionale - 1939-40 · 4º Divisione Nazionale - 1940-41 · 2º girone A Divisione Nazionale Sconf. finale scudetto - 1941-42 · 3º Divisione Nazionale - 1942-43 · 3º Divisione Nazionale - 1951 · Rifondazione come sezione rugby del CUS Torino - 1951-52 · 3º girone B serie B - 1952-53 · 5º girone A serie B - 1953-54 · 3º girone A serie B - 1954-55 · 1º girone C serie B Sconf. finale promozione - 1955-56 · 1º girone A serie B promozione in serie A - 1956-57 · 1º girone A serie A Sconf. finale scudetto - 1957-58 · 3º girone A serie A - 1958-59 · 5º girone A serie A - 1959-60 · 8º girone A serie A retrocessione in serie B - 1960-61 · 1º girone A serie B Sconf. finali promozione - 1961-62 · 6º girone A serie B - 1962-63 · 6º girone A serie B - 1963-64 · 5º girone B serie B - 1964-65 · 5º girone A serie B - 1965-66 · 5º girone A serie B - 1966-67 · 4º girone A serie B Sconf. finale di Coppa Italia - 1967-68 · 2º girone A serie B - 1968-69 · 5ª serie B - 1969-70 · 9ª serie B - 1970-71 · 4ª serie B - 1971-72 · 2º girone A serie B 3º girone finale - 1972-73 · 11º girone A serie B retrocessione in serie C - 1973-74 · 2º girone C serie C - 1974-75 · 1º girone A serie C promozione in serie B - 1975-76 · 6º girone A serie B (come Cus Torino-Ivrea) - 1976-77 · 12º girone A serie B retrocessione in serie C (come Cus Torino-Alpignano) - 1977-78 · 5º girone A serie C - 1978-79 · 2º girone A serie C 2º girone A - 1979-80 · 4º girone A serie C retrocessione in serie C2 - 1980-81 · 1º girone Piemonte serie C2 promozione in serie C1 - 1981-82 · 4º girone B serie C1 - 1982-83 · 4º girone A serie C1 - 1983-84 · 4º girone A serie C1 - 1984-85 · 7º girone A serie C1 retrocessione in serie C2 - 1985-86 · serie C2 - 1986-87 · serie C2 - 1987-88 · serie C2 - 1988-89 · serie C2 - 1989-90 · serie C2 promozione in serie C1 - 1990-91 · 8ª serie C1 - 1991-92 · 10ª serie C1 retrocessione in serie C2 - 1992-93 · serie C2 - 1993-94 · serie C2 - 1994-95 · 1º girone Piemonte serie C2 promosso in serie C1 - 1995 · fusione con il San Mauro Rugby - 1995-96 · 3º girone A serie C1 - 1996-97 · 9º girone B serie C1 retrocessione in serie C2 - 1997-98 · 1º girone A Piemonte-Liguria serie C2 1º girone promozione promozione in serie C1 - 1998-99 · 11º girone A serie C1 retrocessione in serie C2 - 1999 · cessazione dell’accordo con il San Mauro Rugby - 1999-2004 · Attività giovanile - 2004-05 · 6º girone Pie-Lig serie C - 2005-06 · 3º girone A Pie-Lig serie C - 2006-07 · 3º girone Pie-Lig serie C - 2007-08 · 3º girone Piemonte serie C - 2008-09 · 1° Interregionale serie C - 2009-10 · 2° Elite Nord-Ovest serie C promozione in serie B - 2010-11 · 4º girone A serie B - 2011-12 · 2º girone A serie B Sconf. finale promozione ripescaggio in serie A2 - 2012-13 · 7º girone B serie A2 - 2013-14 · 2º girone B serie A2 - 2014-15 · 4º girone 1 serie A 3º girone 1 salvezza - 2015-16 · 6º girone 2 serie A 5º girone 2 salvezza retrocessione in serie B - 2016-17 · 1º girone A serie B promozione in serie A - 2017-18 · 6º girone A serie A 2º girone classificazione 1 - 2018-19 · 5º girone A serie A - 2019-20 · n/d - 2020-21 · n/a - 2021-22 · 1º girone 1 serie A promozione in TOP10 - 2022-23 · 10º TOP10 retrocessione in serie A - 2023-24 · in serie A |

## Colori e simboli
I colori sociali sono il bianco ed il blu, storicamente disposti orizzontalmente a fasce alterne sulle uniformi principali.
L'emblema del club è il toro, animale simbolo del CUS e di Torino, rivisitato rispetto a quello presente sullo stemma della città, ma pressoché analogo: un toro furioso d'oro, volto a simboleggiare l'animo indomito.

## Bacino di riferimento
Il bacino di riferimento societario è prevalentemente torinese ed universitario, con gli atleti che sono principalmente studenti o neolaureati.
Di particolare importanza sono il Progetto Agon e il programma Dual Career: essi coinvolgono, oltre al CUS Torino, il CUSI (Centro Universitario Sportivo Italiano), l'Edisu (Ente per il diritto allo studio universitario), il Politecnico di Torino e l'Università degli Studi di Torino, e assegnano su base meritocratica, per i risultati scolastici e sportivi ottenuti, borse di studio e agevolazioni, quale l'accesso ad alloggi universitari, in aggiunta alla retribuzione percepita dal club, oltre che supportare gli atleti di alto livello nel conciliare l'impegno sportivo agonistico con la carriera universitaria utile per successivi sbocchi occupazionali al termine della carriera sportiva agonistica.
I progetti hanno permesso di portare a Torino, per motivi di studio, giovani provenienti da tutto il Paese.

## Settore giovanile
Il settore giovanile del CUS Torino presenta rappresentative in tutte le categorie del mini rugby, dall'Under-8 all'Under-14; il settore juniores può vantare di due sezioni distinte, una maschile ed una femminile, con categorie Under-16, Under-18.
Nel 1968-69 la formazione Under-19 disputò la finale del campionato italiano juniores cedendo 3-8 alla Partenope.

## La squadra femminile
Nel 2014 viene istituita ufficialmente la sezione femminile dell'Ad Maiora Rugby 1951, che dalla stagione 2014-15 partecipa stabilmente al campionato italiano femminile.

## Giocatori di rilievo
Di seguito elencati i giocatori di maggiore rilievo (alcuni dei quali selezionati in nazionale italiana durante la militanza nel club):

### GUF Torino
- Ausonio Alacevich
- Angelo Albonico
- Vincenzo Bertolotto
- Sandro Bonfante
- Leo Chiosso
- Mario Dotti
- Adolfo Francese
- Giuseppe Piana
- Sandro Vigliano

### CUS Torino
- Natale Molari
- Walter Rista